# Квинт Сервилий Фиденат (военный трибун 382 года до н. э.)
Квинт Сервилий Фиденат (лат. Quintus Servilius Fidenas; V — IV века до н. э.) — римский политический деятель из патрицианского рода Сервилиев, военный трибун с консульской властью в 382, 378 и 369 годах до н. э.
Во время своего первого трибуната Квинт Сервилий с тремя коллегами оставался в Риме на случай угрозы из Этрурии, пока Спурий и Луций Папирии Крассы воевали с Велитрами.
В 378 году Квинт Сервилий с коллегой Луцием Геганием возглавил одну из двух армий, разграбивших земли вольсков. Трибуны 369 года до н. э. продолжили начатую их предшественниками осаду Велитр, но, по словам Тита Ливия, «и они не совершили под Велитрами ничего достопамятного».